# Родригесская кваква
Родригесская кваква (лат. Nycticorax megacephalus) — вымерший вид птиц семейства цаплевых.
Вид известен только по записям французского путешественника Франсуа Лега, описавшего его в XVII веке, и по костным остаткам, собранным на острове Родригес. Цапля плохо летала, но хорошо бегала. Её оперение было похоже на оперение обыкновенной кваквы. Яйца были зеленоватого цвета.
С 1730 года этих птиц на острове никто не видел. Вид исчез, вероятно, в середине восемнадцатого века, в результате непрерывной охоты. Косвенной причиной стал завоз на остров чужеродных видов, в том числе кошек и собак. Александр Гуа Пингре, французский географ и астроном, написал в своём докладе, что в 1761 году на острове Родригес он не мог найти ни одной птицы этого вида.